# Dimitri De Fauw
Pour les articles homonymes, voir De Fauw.
Dimitri De Fauw, né le 13 juillet 1981 à Gand et mort le 6 novembre 2009, est un coureur cycliste belge. 

## Biographie
Il a couru de 2003 à 2005 dans l'équipe cycliste belge Quick Step puis de 2006 à 2007, chez Chocolade Jacques-Topsport Vlaanderen. Spécialiste de la piste, il détient plusieurs titres de champion de Belgique de différentes disciplines. Il a participé à des courses de six jours et remporté le classement de l'UIV Cup avec son coéquipier d'alors, Iljo Keisse.
En novembre 2006, lors des Six jours de Gand, il chute avec le coureur espagnol Isaac Gálvez qui heurte une balustrade et meurt lors de son transfert à la clinique de Gand. Il aurait ensuite été dépressif durant plusieurs années. Il se suicide le 6 novembre 2009.

## Palmarès sur route

### Par année
- 2001
  - 5ea étape du Tour du Loir-et-Cher
  - 2e du championnat de Belgique sur route espoirs
  - 3e du Tour du Loir-et-Cher

- 2003
  - 5e étape du Tour du Brabant flamand
  - 3e étape du Tour de la province d'Anvers

- 2004
  - 1re étape du Tour du Loir-et-Cher
  - Puivelde Koerse
  - Omloop Van de Gemeente
  - 4e étape du Tour du Brabant flamand

- 2005
  - 3e du Trofeo Alcudia

- 2006
  - Puivelde Koerse

### Classements mondiaux
| Année            | 2006   | 2007 |
| ---------------- | ------ | ---- |
| UCI Oceania Tour | 70e    |      |
| UCI Europe Tour  | 1 248e | 819e |

## Palmarès sur piste

### Championnats d'Europe
- Moscou 2003
  -  Médaillé d'argent du scratch espoirs
  -  Médaillé de bronze de l'américaine espoirs (avec Iljo Keisse)

### Championnats nationaux
| - 1997 - 2e du championnat de Belgique de vitesse débutants - 3e du championnat de Belgique de l'omnium débutants - 1998 - Champion de Belgique de vitesse juniors - 1999 - Champion de Belgique de vitesse juniors - Champion de Belgique du kilomètre juniors - Champion de Belgique de l'américaine juniors (avec Iljo Keisse) - Champion de Belgique de l'omnium juniors - 2000 - Champion de Belgique de vitesse - Champion de Belgique de vitesse par équipes - Champion de Belgique du kilomètre - 2e du championnat de Belgique de keirin - 2001 - Champion de Belgique de vitesse - Champion de Belgique du kilomètre - 2e du championnat de Belgique de keirin - 2e du championnat de Belgique de l'omnium - 2e du championnat de Belgique de poursuite | - 2002 - Champion de Belgique de vitesse - Champion de Belgique du kilomètre - 3e du championnat de Belgique de l'omnium - 2003 - Champion de Belgique de vitesse - Champion de Belgique du kilomètre - Champion de Belgique de keirin - Champion de Belgique de scratch - 2e du championnat de Belgique de l'américaine - 2e du championnat de Belgique de poursuite - 3e du championnat de Belgique de l'omnium - 2004 - 2e du championnat de Belgique de l'américaine - 2007 - Champion de Belgique de scratch - Champion de Belgique d'omnium - 2008 - 2e du championnat de Belgique de l'américaine - 3e du championnat de Belgique du kilomètre - 3e du championnat de Belgique de l'omnium |  |

### Six jours
- Classement de l'UIV Cup en 2004, avec Iljo Keisse